# Euplassa madeirae
Euplassa madeirae är en tvåhjärtbladig växtart som beskrevs av Herman Otto Sleumer. Euplassa madeirae ingår i släktet Euplassa och familjen Proteaceae. Inga underarter finns listade i Catalogue of Life.